# Rai Utile
Rai Utile è stato un canale televisivo interattivo della Rai, nato per rispondere ai bisogni dei cittadini.
La programmazione veniva trasmessa dal centro di produzione Rai di Saxa Rubra a Roma.

## Diffusione
Rai Utile era trasmesso in chiaro sul digitale terrestre, sul satellite e in streaming video sul portale web Rai.tv. Rai Utile era anche presente sulla piattaforma Sky, al canale 816.

## Palinsesto
In onda tutti i giorni, Rai Utile trasmetteva sei ore di diretta al giorno realizzata da uno staff di 40 persone tra conduttori, autori, giornalisti, amministrativi.
Cinque grandi aree tematiche scandivano la settimana: consumi, ambiente, lavoro, famiglia e cultura-tempo libero. La diretta quotidiana sul tema era riproposta nell'arco dell'intera giornata sino alle 8.00 del mattino successivo. Le prime due ore erano dedicate alla politica, dalle 10 alle 12 il sociale e dalle 12 alle 14 l'economia. Rai Utile ha avuto nella sua vita circa 14.000 ospiti e una redazione formata da sole 20 persone che erano anche conduttori e co-conduttori della parte interattiva. Una parte della banda infatti era destinata alle informazioni Utili per i cittadini. I suoi autori e giornalisti erano spesso anche conduttori delle puntate, in diretta, con in media 10-12 ospiti per ogni spazio di due ore.
TelePA Il Telegiornale della Pubblica Amministrazione era realizzato in tre edizioni quotidiane, alle 8.00, alle 10.00 e alle 12.00. “TelePa” presentava notizie, servizi, interviste ed analisi sui più importanti temi istituzionali, sui rapporti tra cittadini ed imprese e sulle innovazioni tecnologiche ed organizzative della Pubblica Amministrazione.
Ogni mezz'ora il palinsesto prevedeva collegamenti in diretta con i Vigili del Fuoco e il Corpo Forestale per conoscere quanto accade sul territorio, aiutando il cittadino attraverso un servizio pubblico di immediata utilità.

## Frequenze condivise
Nel 2004, appena dopo l'inizio delle proprie trasmissioni, Rai Utile ha subito lasciato spazio a tre brevi progetti televisivi.

### Rai Festival
In occasione del Festival di Sanremo 2004, il canale fu occupato a trasmettere i preparativi dell'evento. Prese quindi per un breve periodo il nome di Rai Festival.

### Rai Azzurri
Pochi mesi dopo l'esperienza Rai Festival, Rai Utile ha lasciato per qualche tempo spazio ad un'altra emittente in onda sulle sue frequenze, denominata Rai Azzurri. Questo canale, in onda dall'11 giugno 2004, si proponeva di seguire i calciatori della nazionale italiana negli allenamenti e i pre-partita degli europei di calcio. Finito il torneo, Rai Azzurri divenne Rai Olimpia.

### Rai Olimpia
Dopo Rai Festival e Rai Azzurri, Rai Utile lasciò il posto a un ultimo progetto, un canale che seguisse gli atleti italiani alle Olimpiadi di Atene svoltesi appunto quell'anno. Fu scelto il nome Rai Olimpia che, come gli altri due precedenti progetti, occupò per qualche mese le frequenze di Rai Utile trasmettendo 24 ore al giorno. Terminati anche i giochi olimpici, il canale tornò a chiamarsi Rai Utile ed a trasmettere i suoi talk show.

## I dati Auditel
Per quanto riguarda le rilevazioni statistiche della società Auditel, il canale aveva uno share pari allo zero durante la maggior parte della giornata.

## La chiusura
La chiusura di Rai Utile è avvenuta all'alba del 1º gennaio 2008 nell'ambito di una riorganizzazione che l'azienda pubblica stava operando nei confronti dei suoi canali digitali.
Sulle frequenze di Rai Utile è stato provvisoriamente trasmesso, sia sul satellite, sia sul digitale terrestre, un doppione del canale per bambini Rai Gulp (con un Packet Identifier diverso rispetto al Rai Gulp originale), e in seguito è stato lanciato Rai 4, nuovo canale Rai dedicato ai giovani.